# Sauze d'Oulx
Sauze d'Oulx est une commune italienne alpine de la ville métropolitaine de Turin dans le Piémont en Italie du Nord.

## Histoire
De 1928 à 1947, Sauze d'Oulx a été dénommée Salice d'Ulzio, quand le régime fasciste a entrepris d'italianiser les toponymes.

## Sport

### Sports d'hiver
La commune de Sauze d'Oulx fait partie du domaine skiable franco-italien de la Voie lactée (Via lattea). Elle a accueilli les épreuves de ski acrobatique des Jeux olympiques de Turin en 2006.

## Administration
| Période                                  | Période  | Identité      | Étiquette | Qualité |
| ---------------------------------------- | -------- | ------------- | --------- | ------- |
| 5 avril 2005                             | En cours | Roberto Faure |           |         |
| Les données manquantes sont à compléter. |          |               |           |         |

### Hameaux
Jouvenceaux

### Communes limitrophes
Oulx, Pragela, Sestrières